# Romanian Music Awards 2012
Romanian Music Awards constituie un eveniment muzical ce are loc anual în România, începând cu anul 2002. Ediția din 2012 a acestuia, cea cu numărul zece, a avut loc pe 8 iunie în Craiova, evenimentul fiind organizat de Music Channel și Radio 21. La eveniment au fost așteptați peste 35 de artiști pe scenă (inclusiv artiști reprezentativi ai anilor '90) și 50.000 de spectatori. Prezentatorii spectacolului au fost CRBL și soția sa, Elena Andreianu.

## Rezultate
Nominalizări și câștigători:
| Artista        | Nominalizată cu lucrarea:  |
| -------------- | -------------------------- |
| Alexandra Stan | „1.000.000” feat. Carlprit |
| Andreea Bănică | „Electrified”              |
| Antonia        | „Marionette”               |
| Delia          | „Dale”                     |
| Inna           | „Un Momento” cu Juan Magan |

| Artistul    | Nominalizat cu lucrarea:      |
| ----------- | ----------------------------- |
| CRBL        | „Kboom” feat. Helen           |
| Adrian Sînă | „Angel” cu Sandra N.          |
| Alex Velea  | „Whisper”                     |
| Dony        | „Hot Girls” cu Elena Gheorghe |
| Puya        | „Nimic nu e nou”              |

| Grupul                     | Nominalizat cu lucrarea: |
| -------------------------- | ------------------------ |
| Dj Project & Adela Popescu | „Bun rămas”              |
| Akcent                     | „Sorry” cu Sandra N.     |
| Deepside Deejays           | „Stay With Me Tonight”   |
| Fly Project                | „Musica”                 |
| Mandinga                   | „Zaleilah”               |

| Artistul         | Nominalizat cu lucrarea:              |
| ---------------- | ------------------------------------- |
| Nick Kamarera    | „Get a Life (Mama Yette)” cu Alinka   |
| Deepside Deejays | „Stay With Me Tonight”                |
| DJ Sava          | „Free” cu Andreea D.                  |
| Liviu Hodor      | „Sweet Love” cu Mona                  |
| Tom Boxer        | „Deep in Love” cu Morena și J. Warner |

| Grupul sau artistul             | Nominalizat cu lucrarea: |
| ------------------------------- | ------------------------ |
| Laurențiu Duță & Andreea Bănică | „Shining Heart”          |
| CRBL cu Helen                   | „Kboom”                  |
| Mandinga                        | „Zaleilah”               |
| Vunk cu Antonia                 | „Pleacă”                 |
| Maximilian cu MefX              | „Sophie”                 |

| Grupul sau artistul | Nominalizat cu lucrarea: |
| ------------------- | ------------------------ |
| Guess Who           | Tot mai sus              |
| Alexandra Stan      | Saxobeats                |
| Direcția 5          | Beautiful Jazz Duets     |
| Inna                | I am the Club Rocker     |
| LaLa Band           | LaLa Love Songs          |

| Grupul sau artistul             | Nominalizat cu lucrarea: |
| ------------------------------- | ------------------------ |
| Deepside Deejays                | „Stay With Me Tonight”   |
| Fly Project                     | „Musica”                 |
| Inna                            | „WOW”                    |
| Laurențiu Duță & Andreea Bănică | „Shining Heart”          |
| Liviu Hodor cu Mona             | „Sweet Love”             |

| Grup sau artist     | Nominalizat cu lucrarea: |
| ------------------- | ------------------------ |
| Alex Velea          | „Whisper”                |
| Akcent și Sandra N. | „I'm Sorry”              |
| Direcția 5          | „Îți mulțumesc”          |
| Dya                 | „Don't Know”             |
| Sore                | „Love is music”          |

| Artistul                          | Nominalizat cu lucrarea:       |
| --------------------------------- | ------------------------------ |
| Grasu XXL cu Guess Who            | „LaLa Song”                    |
| Bitza cu Ombladon și FreakaDaDisk | „Nopți albe pentru zile negre” |
| Deliric 1 și DOC                  | „Linii de tramvai”             |
| Maximilian și MefX                | „Sophie”                       |
| Puya                              | „Nimic nu e nou”               |

| Grupul sau artistul    | Nominalizat cu lucrarea:          |
| ---------------------- | --------------------------------- |
| Vunk și Antonia        | „Pleacă”                          |
| Keo și Dru             | „Take it Easy”                    |
| Les Elephants Bizzares | „Smile”                           |
| VAMA                   | „Copilul care aleargă către mare” |
| Voltaj                 | „Dă vina pe Voltaj”               |

| Artist                               | Nominalizat cu lucrarea: |
| ------------------------------------ | ------------------------ |
| LuKone cu deMoga și Liviu Teodorescu | „Electric Symphony”      |
| Celia și Kaye Styles                 | „Is it Love”             |
| Dj Project cu Adela Popescu          | „Bun rămas”              |
| Laurențiu Duță & Andreea Bănică      | „Shining Heart”          |
| Maximilian și MefX                   | „Sophie”                 |

| Grup sau artist           | Nominalizat cu lucrarea: |
| ------------------------- | ------------------------ |
| Alex Mica                 | „Dalinda”                |
| Allexinno și Starchild    | „Senorita”               |
| Mihai Ristea              | „Sexy Eyes”              |
| Shift și George Niculescu | „Viața-i de vină”        |
| Sore                      | „Love is music”          |

| Grup sau artist |
| --------------- |
| Voltaj          |
| Horia Brenciu   |
| Mandinga        |
| Smiley          |
| Andreea Bănică  |

| Site web                                                                                       |
| ---------------------------------------------------------------------------------------------- |
| http://www.smileyonline.ro/ Arhivat în 10 februarie 2014, la Wayback Machine. (Smiley)         |
| http://www.andaadamofficial.com/ Arhivat în 1 septembrie 2015, la Wayback Machine. (Anda Adam) |
| http://www.andramusic.ro/ (Andra)                                                              |
| http://www.andreeabanica.com/ Arhivat în 1 aprilie 2019, la Wayback Machine. (Andreea Bănică)  |
| http://www.inna.ro/ Arhivat în 6 octombrie 2021, la Wayback Machine. (Inna)                    |